# Arsenikförgiftning
Arsenikförgiftning är ett tillstånd som uppstår till följd av förhöjda halter av arsenik i kroppen. Om exponeringen skett under en kortare period kan symtomen omfatta kräkningar, buksmärta, encefalopati, och tunn, vattning, ibland blodinnehållande diarré. Exponering under längre tid kan ge upphov till förtjockning av huden, mörkare hud, buksmärta, diarré, hjärtsjukdom, domningar och cancer.
Den vanligaste orsaken till långvarig exponering är intag genom förorenat dricksvatten. Grundvatten blir oftast förorenade naturligt, men förorening av grundvatten kan även ske till följd av gruvdrift eller jordbruk. Halter i dricksvatten bör enligt rekommendation understiga 10 ug/l (10 delar per miljard). Andra källor till exponering kan vara från giftavfallsplatser och genom intag av traditionell folkmedicin. De flesta fall av arsenikförgiftning är oavsiktliga. Arsenik verkar genom att förändra funktion hos kring 200 olika enzym i kroppen. Diagnosen arsenikförgiftning ställs efter prov av urin, avföring, blod eller hår.
Förebyggande åtgärder är att undvika vatten som innehåller hög halt av arsenik. Detta kan göras genom att använda särskilda filter eller genom att använda regnvatten istället för grundvatten. Det saknas stöd för någon specifik behandling vid långvarig exponering. Vid akut förgiftning är behandling mot dehydrering av stor vikt. Dimerkaptosuccinsyra (DMSA) eller dimerkaptopropansulfonat (DMPS) kan användas, medan dimerkaprol (BAL) inte rekommenderas som behandling. Hemodialys är också en möjlig behandling.
Genom sitt dricksvatten exponeras fler än 200 miljoner människor i världen för högre än vad som anses vara säkra nivåer av arsenik. De värst drabbade områdena är Bangladesh och Västbengalen. Akut förgiftning är ovanlig. Toxiciteten hos arsenik har beskrivits så långt tillbaka som till 1500 f.kr. i Ebers papyrusen.